# 365 días más
365 días más (en polaco, Kolejne 365 Dni) es una película de suspenso erótico de 2022 dirigida por Barbara Białowąs y Tomasz Mandes. Sirviendo como una secuela de 365 días: Aquel día, está basada en la tercera novela de una trilogía de Blanka Lipińska, y está protagonizada por Anna-Maria Sieklucka, Magdalena Lamparska, Rebecca Casiraghi y Michele Morrone.

## Sinopsis
Massimo Torricelli es un mafioso siciliano que se convierte en el cabeza de familia cuando su padre es liquidado. Laura es empleada de un hotel de lujo en Varsovia y está de vacaciones en Sicilia. Se conocen en la isla italiana. Para Massimo, Laura es la persona con la que siempre soñó. La hace secuestrar, la encierra en un lujoso castillo y le da 365 días para amarlo.

## Reparto
- Anna-Maria Sieklucka como Laura Biel
- Michele Morrone como Don Massimo Torricelli
- Magdalena Lamparska como Olga
- Simone Susinna como Nacho
- Otar Sralidze como Domenico
- Rebecca Casiraghi como Chica sexy

## Producción
La filmación estaba programada para comenzar en 2021, en áreas de Italia y Polonia, con Anna-Maria Sieklucka y Magdalena Lamparska retomando sus papeles de las dos primeras películas. También se confirmó que Michele Morrone retomaría su papel.

## Lanzamiento
365 días más se estrenó el 19 de agosto de 2022 en Netflix, en Polonia y en los Estados Unidos.